# Qwerty (canción)
«Qwerty» es una canción interpretada por la banda estadounidense de nü metal Linkin Park. Fue hecho como un sencillo promocional para su EP Underground 6.
Producida por Rick Rubin, el hombre que ayudó a la banda durante Minutes to Midnight, A Thousand Suns y Living Things. «Qwerty» es un lado B de Minutes to Midnight, que contiene los poderosos gritos de Chester Bennington y las rimas oscuras de Mike Shinoda.
Nunca se lanzó en Minutes to Midnight, pero apareció en otros dos lanzamientos: Linkin Park Underground 6.0, Songs From the Underground.
El nombre «QWERTY» proviene de las primeras seis teclas que aparecen en la fila de letras superior izquierda del teclado. Según el baterista Rob Bourdon, la canción se llamó primero «Grecian».
La canción se llamó «Qwerty», pero los fans le pusieron bajo el nombre de «Behind Your Lies». La canción está compuesta en dos versiones, la versión original y la versión en vivo.
"QWERTY" es una canción de Linkin Park que debutó durante el viaje de cuatro shows de la banda a Japón en 2006 como un descanso del estudio mientras escribía Minutes To Midnight.

### Lanzamiento oficial en 2024
El 26 de abril de 2024, 18 años después de su lanzamiento promocional, la banda anunció el lanzamiento oficial de "QWERTY" a través de plataformas digitales, como la decimocuarta pista del álbum recopilatorio de sencillos, conocido como Papercuts. Además, la banda lanzó la versión en vivo de la canción interpretada en Tokio, en 2006.